# اس‌ام یوبی-۲۲
اس‌ام یوبی-۲۲ (به انگلیسی: SM UB-22) یک زیردریایی بود. این زیردریایی در سال ۱۹۱۵ ساخته شد.